# Pierre Roussel (Mediziner)

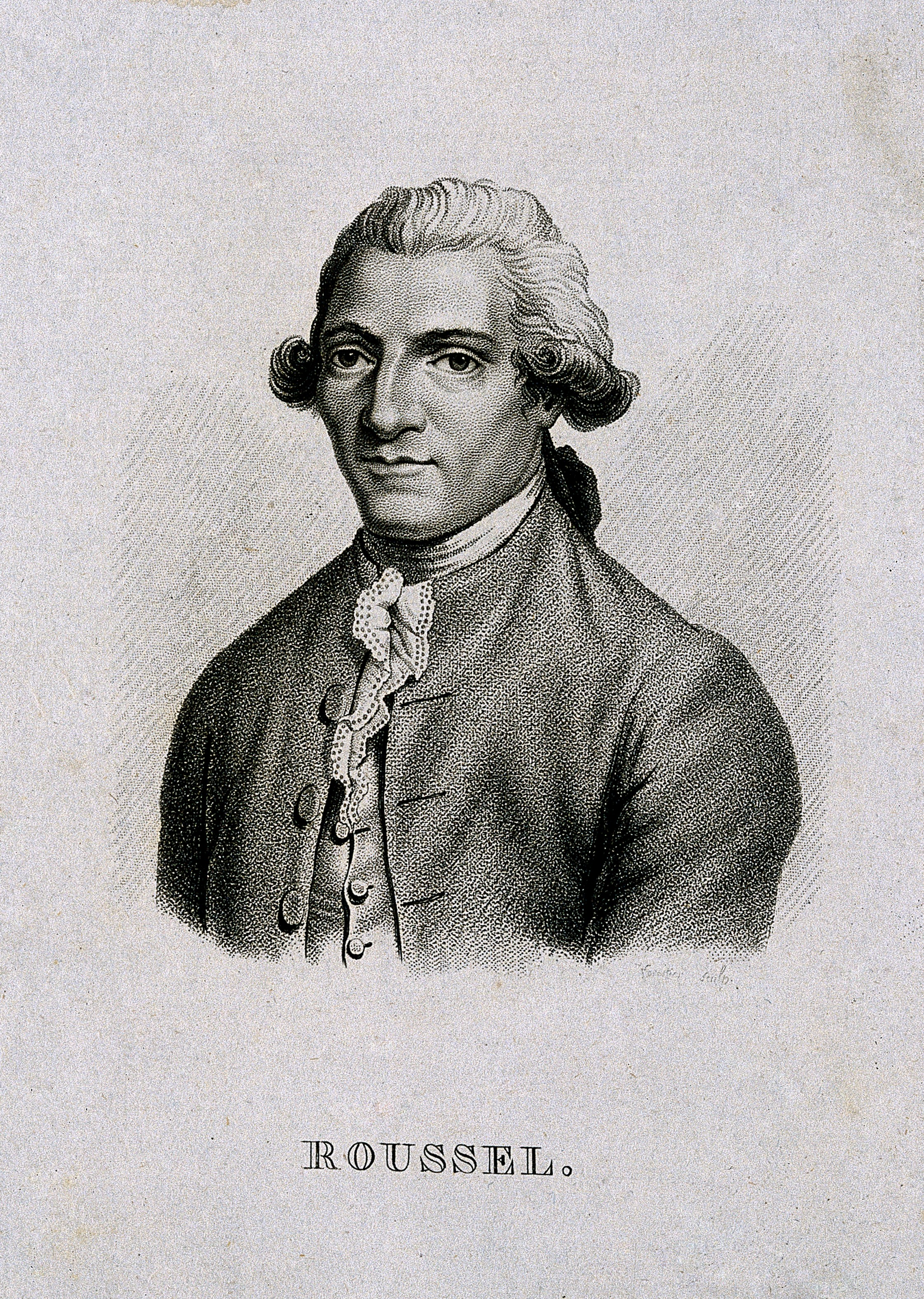
Pierre Roussel.

Pierre Roussel (* 29. September 1742 in Dax; † 19. September 1802 in Châteaudun) war ein französischer Arzt und Autor.

## Leben und Wirken
Pierre Roussel wuchs in Toulouse auf und studierte in seinen ersten Semester Philosophie. Er begann sich dann aber der Medizin zuzuwenden, die er in Montpellier studierte und in Paris.  Er war ein Freund und Schüler von Théophile de Bordeu, der der vitalistischen Doctrine médicale de l'École de Montpellier angehörte. Weitere Lehrer waren Gabriel-François Venel und François-Bourguignon de Bussières de Lamure (1717–1787). Er hatte die Schriften von Georg Ernst Stahl intensiv studiert.
In Paris wirkte er als Arzt, Anthropologe, Journalist, Schriftsteller u. a. mit der Arbeit über die physischen und moralischen Bedingungen der Frau oder philosophische Tabelle der Verfassung, die organischen Zustand, Temperament, Sitten und geschlechtsspezifischer Funktionen im Jahre 1775 veröffentlichte. Da Roussel sich konstitutionell beeinträchtigt fühlte, praktizierte er nicht als Arzt, sondern beschäftigte sich mit medizinischen Studien und publizierte über medizinische Themen in Zeitschriften.
Sein Werk Système physique et moral de la femme (1775) wurde von Christian Friedrich Michaelis (1754–1818) dem Sohn des Johann David Michaelis und Bruder der Caroline Schelling ins Deutsche übertragen, welches mit dem Titel Physiologie des weiblichen Geschlechtes (1786) veröffentlicht wurde.
Roussel sah den Unterschied zwischen Mann und Frau in erster Linie in ihrer physio-psychologischen Organisation. So zeige sich der Unterschied nicht nur in den primären Geschlechtsorganen, sondern auch im allgemeinen Körperbau. So überwiege beim Mann die „Irritabilität“, gemeint ist damit die Muskeltätigkeit, während hingegen bei der Frau die „Sensibilität“ im Vordergrund stünde, womit die Reizbarkeit der Nerven gemeint ist.

## Werke (Auswahl)
- Système physique et moral de la femme ou Tableau philosophique de la constitution, de l’état organique, du tempérament, des mœurs et des fonctions propres au sexe.  Paris 1775
  - Système physique et moral de la femme, suivi du système physique et moral de l’homme, et d’un fragment sur la sensibilité, 1805–1813.  (Digitalisat)
  - Physiologie des weiblichen Geschlechtes, 1786
  - Sistema fisico e morale della donna. Borroni e Scotti, Milano 1853 (italienisch, beic.it).

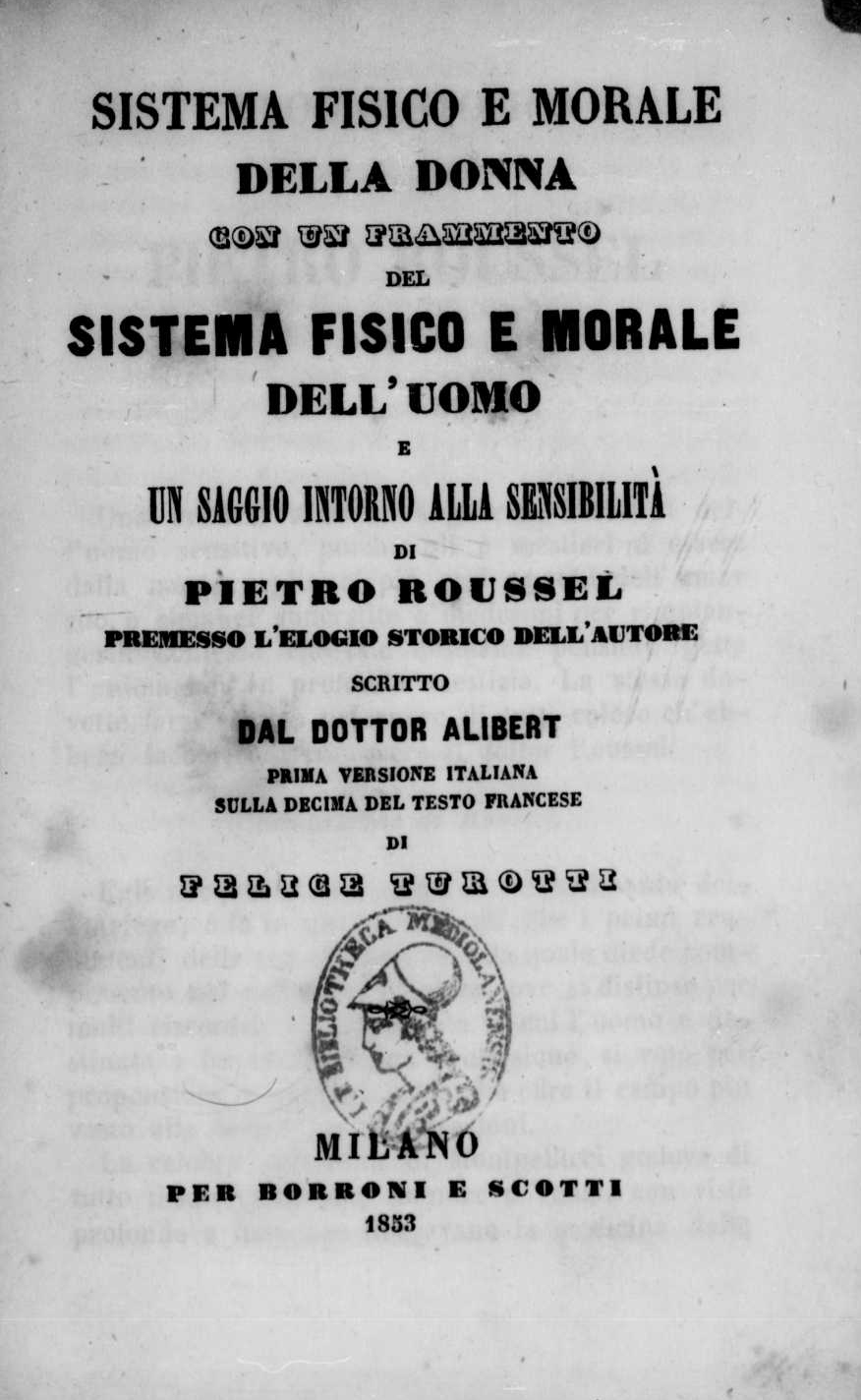
Système physique et moral de la femme, erste italienische Ausgabe, 1853